# آلفونسو پورتیو
آلفونسو پورتیو (انگلیسی: Alfonso Portillo؛ زادهٔ ۲۴ سپتامبر ۱۹۵۱) سیاست‌مدار اهل گواتمالا است. وی از ۱۴ ژانویه ۲۰۰۰ تا ۱۴ ژانویه ۲۰۰۴ رئیس‌جمهور گواتمالا بود.